# مثل یک ترانه عاشقانه دوستت دارم
مثل یک ترانهٔ عاشقانه دوستت دارم (به انگلیسی: Love You like a Love Song) ترانه‌ای از گروه آمریکایی سلنا گومز و صحنه برای سومین آلبوم استدیویی آن‌ها (وقتی خورشید غروب می‌کند) است.
این آهنگ در آمریکای شمالی موفق بوده و در جدول ۱۰۰ آهنگ داغ بیلبورد شمارهٔ ۲۲ و در ۱۰۰ آهنگ داغ کانادا شمارهٔ ۱۰ را بدست آورده. این آهنگ بیش از ۲ میلیون نسخه فروش داشته است.